# ヴィントン・サーフ
ヴィントン・グレイ・サーフ（Vinton Gray Cerf, 1943年6月23日 - ）は、アメリカ合衆国の計算機科学者であり、ロバート・カーンと共にインターネットとTCP/IPプロトコルの創生に重要な役割を演じた「インターネットの父」の1人。その功績により、アメリカ国家技術賞、チューリング賞、大統領自由勲章を受章し、全米技術アカデミー会員にも選ばれている。通称はヴィント・サーフ（Vint Cerf）。
かつてアメリカ国防総省国防高等研究計画局（DARPA）でプログラムマネージャを務め、TCP/IP関連技術を開発する様々なグループに出資した。1980年代末ごろインターネットが商用化される際、MCIに移って初期の商用電子メールシステムMCI Mailを開発し、それをインターネットに接続した。
ICANNの創設に尽力。後にICANNの理事となり、最終的に会長を務めた。2012年5月、Association for Computing Machineryの会長に選ばれた。

## 経歴
コネチカット州ニュー・ヘイブン生まれ。父は航空宇宙企業の重役だった。バン・ナイズ・ハイ・スクール卒。同級生にジョン・ポステルやスティーブ・クロッカーがおり、どちらもサーフと同じくインターネットの誕生に関わっている。早くからコンピュータに興味を持ち、スタンフォード大学に入学して夏休みにはノースアメリカンやロケットダインといった企業で働いた。1965年、数学の学士号を取得し、卒業後IBMに就職。IBMではQUIKTRAN（FORTRANの一種）の開発に関わった。もっとコンピュータについて学ぶことを決意して1967年には大学に戻り、カリフォルニア大学ロサンゼルス校 (UCLA) で計算機科学を学んだ。1970年に修士号、1972年に博士号を取得。
UCLA時代にはジェラルド・エストリン教授の下で学び、レナード・クラインロック教授の下で世界初のパケット通信コンピュータネットワークであるARPANETにも関わり、ARPANETでのホスト間通信プロトコル開発に貢献した。同時期にARPANETのハードウェアアーキテクチャについて仕事していたロバート・カーンにも出会っている。そのころからサーフはいくつものRFCを執筆している。博士号取得後1972年にスタンフォード大学の教授となってからもコンピュータネットワークに関わり続け、カーンと共同でTCP/IPの設計を行った。1976年、サーフは国防高等研究計画局（DARPA）に招かれ、1982年までその分野の研究開発計画に関わることとなった。

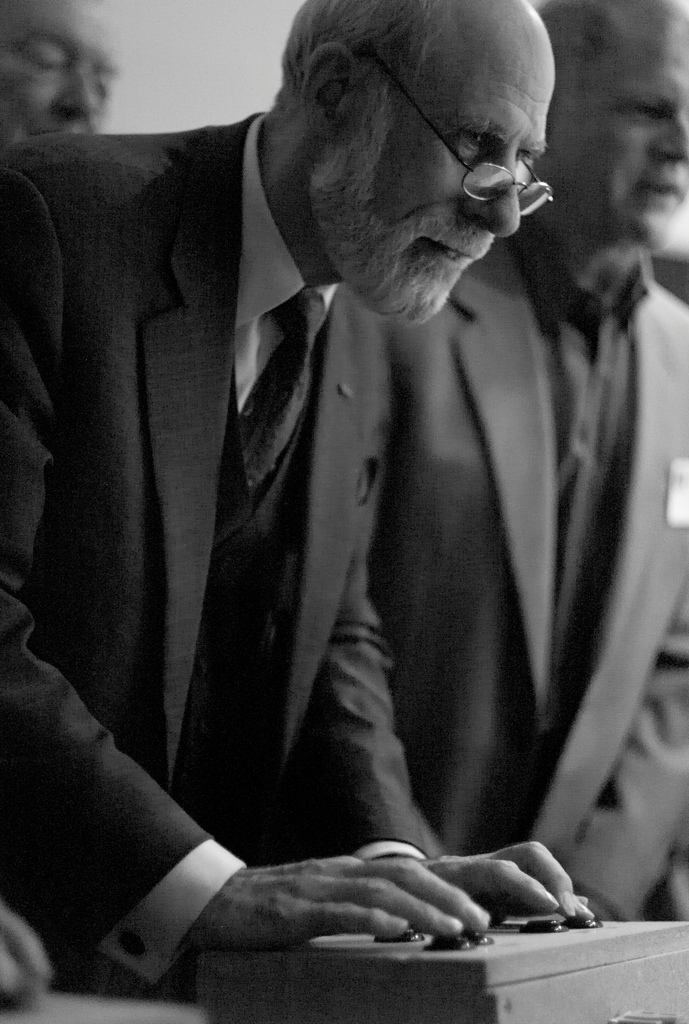
コンピュータ歴史博物館のPDP-1で『スペースウォー!』をプレイ中のサーフ（2007年、ICANNミーティング）

その後、1982年から1986年まで通信企業MCIの副社長を務め、世界初のインターネット接続された商用電子メールサービスMCI Mailの開発などを指導した。1994年にも再びMCIに戻り、技術戦略担当上級副社長を務めた。
さらにサーフは1986年にカーンが設立したCorporation for National Research Initiatives（CNRI）に参加し、1994年までとどまった。そこで彼は電子図書館やKnowbotなどのプロジェクトを指導した。
サーフは1992年、ロバート・カーンと共にインターネット協会（ISOC）を設立した。ISOCはインターネットの一般ユーザーへの普及促進を図るとともに、各種関連技術団体（IETFなど）のまとめ役にもなっている。サーフはISOCの初代会長を1999年まで務めた。
彼は聴覚障害者であり、1997年に聴覚障害者のための大学であるギャローデット大学の評議会のメンバーとなった。
2005年9月8日、Googleはサーフを副社長兼チーフ・インターネット・エバンジェリストとして雇った。
1999年から2007年まで、ICANNの理事を務めている。
2002年3月8日、ブルガリアの大統領ゲオルギ・パルヴァノフのIT諮問委員会のメンバーとなった（2012年1月まで）。サーフは国際的リスクコンサルタント会社 Eurasia Group の諮問委員会のメンバーでもある。
サーフはアメリカ航空宇宙局のジェット推進研究所と共に惑星間インターネット構想にも関与している。これは惑星から惑星への通信の標準規格となるもので、無線またはレーザー通信を使用して信号減衰への高度な耐性を目指している。
2006年2月、サーフは上院商務科学運輸委員会で「ネットワーク中立性」について証言した。Googleのチーフ・インターネット・エバンジェリストとして証言したもので、消費者の約半数はブロードバンドプロバイダーの選択肢がなく、インターネット中立性についての政府による規制がなければプロバイダーが独占状態からさらに消費者の選択肢を狭め、Googleなどの企業に帯域幅使用について課金する可能性があるとした。
2008年、IETFの国際化ドメイン名ワーキンググループの議長を務めた。
2010年から、国連のデジタル開発のためのブロードバンド委員会の委員を務めている。
北米などを担当する地域インターネットレジストリであるARINの理事を務めている。
反マルウェアの非営利団体 StopBadware の取締役も務めている。Googleはハーバード大学のBerkman Center for Internet & Societyのプロジェクトとして始まった当初からこれを支援している。
バラク・オバマ大統領によるアメリカ初の最高技術責任者（CTO）の候補者としてサーフの名も挙げられていた。
2012年5月24日、Association for Computing Machinery (ACM) はサーフが会長に選ばれ、2012年7月1日から2年間務めることを発表した。

## 受賞歴など

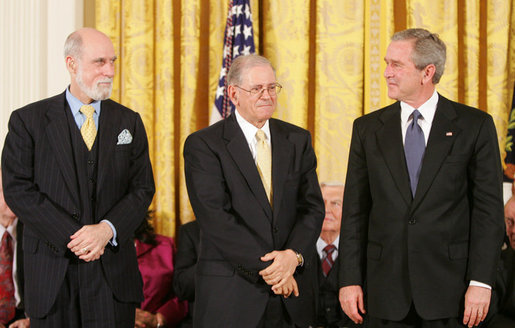
ジョージ・W・ブッシュ（右）から大統領自由勲章を授与されるヴィントン・サーフ（左）とロバート・カーン（中央）

サーフは、バレアレス諸島大学、チューリッヒ工科大学、ジョージ・メイソン大学、ピサ大学、レンセラー工科大学、トゥウェンテ大学、北京郵電大学、慶應義塾大学などから名誉博士号を含む名誉学位を授与された。
- 1996年 - ユーリ・ルビンスキー記念賞
- 1996年 - SIGCOMM Award[30]
- 1997年 - アメリカ国家技術賞。ロバート・カーンと共同受賞。ビル・クリントンからインターネットとTCP/IPの創造への貢献に対して授与された[31]。
- 2000年 - コンピュータ歴史博物館フェロー（コンピュータの殿堂）
- 2001年 - チャールズ・スターク・ドレイパー賞
- 2004年 - チューリング賞[8]。ロバート・カーンと共同受賞。「インターネットの基本通信プロトコル……を含むネットワーク間接続の先駆的貢献と……ネットワーク全般でのリーダーシップに対して」[32]
- 2005年11月 - カーンと共にジョージ・ウォーカー・ブッシュから大統領自由勲章を授与された[9]。
- 2006年7月 - カーンと共に「全米発明家殿堂」入り
- 2008年 - 日本国際賞。ロバート・カーンと共同受賞。受賞業績は「インターネットのネットワーク設計概念と 通信プロトコルの創成」[33]。
- 2010年 -  アストゥリアス皇太子賞学術・技術研究部門
- 2010年 - YouTubeの5周年を記念して客員学芸員に選ばれ、YouTube上の印象的な動画6本を選んだ[34]。
- 2010年 - ハロルド・ペンダー賞（ペンシルベニア大学）。ロバート・カーンと共同受賞。
- 2012年 - 2012 インターネットの殿堂入り（インターネット協会）[35]
- 2013年 - クイーンエリザベス工学賞[36]
- 2016年 - IRIメダル
- 2018年 - ベンジャミン・フランクリン・メダル
- 2023年 - IEEE栄誉賞
- 2024年 - ワシントン賞

## 科学アカデミー会員
- 1988年 - IEEEフェロー
- 1994年 - Association for Computing Machinery (ACM) フェロー
- 2009年 - Yale Political Union の名誉会員[37]
- 2011年5月 - HPIフェロー[38]
- 2011年9月 - 英国コンピュータ学会特別フェロー[39]
- 2016年 - 王立協会外国人会員

## 主な著作物

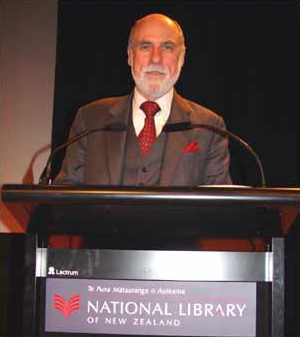
ニュージーランド国立図書館で講演中のサーフ。

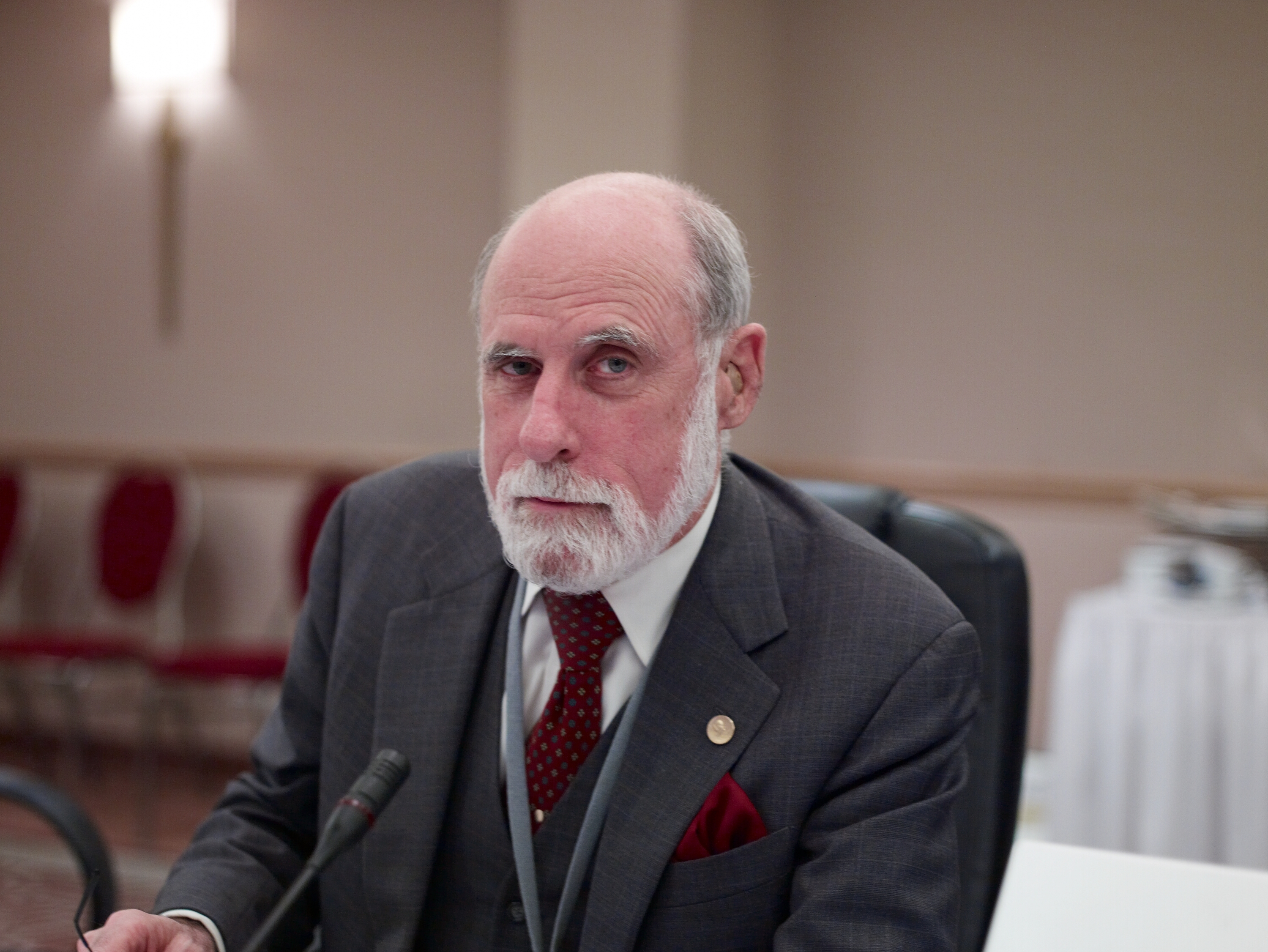
ICANNミーティングでのサーフ（2007年、ロサンゼルス）

- Zero Text Length EOF Message (RFC 13, 1969年8月)
- IMP-IMP and HOST-HOST Control Links (RFC 18, 1969年9月)
- ASCII format for network interchange (RFC 20, 1969年10月)
- Host-host control message formats (RFC 22, 1969年10月)
- Data transfer protocols (RFC 163, 1971年5月)
- PARRY encounters the DOCTOR (RFC 439, 1973年1月)
- Twas the night before start-up (RFC 968, 1985年12月)
- Report of the second Ad Hoc Network Management Review Group, RFC 1109, 1989年8月
- Internet Activities Board, RFC 1120, 1989年9月
- Thoughts on the National Research and Education Network, RFC 1167, 1990年7月
- Networks, Scientific American Special Issue on Communications, Computers, and Networks, September, 1991
- Guidelines for Internet Measurement Activities, 1991年10月
- A Strategic Plan for Deploying an Internet X.500 Directory Service, RFC 1430, 1993年2月
- A VIEW FROM THE 21ST CENTURY, RFC 1607, 1994年4月1日
- An Agreement between the Internet Society and Sun Microsystems, Inc. in the Matter of ONC RPC and XDR Protocols, RFC 1790, 1995年4月
- I REMEMBER IANA, RFC 2468, 1998年10月
- Memo from the Consortium for Slow Commotion Research (CSCR, RFC 1217, 1999年4月1日
- The Internet is for Everyone, RFC 3271, 2002年4月

### 共著など
- Vinton Cerf, Robert Kahn, A Protocol for Packet Network Intercommunication (IEEE Transactions on Communications, May 1974)
- Vinton Cerf, Y. Dalal, C. Sunshine, Specification of Internet Transmission Control Program (RFC 675, December 1974)
- Vinton Cerf, Jon Postel, Mail transition plan (RFC 771, September 1980)
- Vinton Cerf, K.L. Mills Explaining the role of GOSIP, RFC 1169, August 1990
- Clark, Chapin, Cerf, Braden, Hobby, Towards the Future Internet Architecture, RFC 1287, December 1991
- Vinton Cerf et al., A Strategic Plan for Deploying an Internet X.500 Directory Service, RFC 1430, February 1993
- Vinton Cerf & Bob Kahn, Al Gore and the Internet,  2000-09-28[40]
- Vinton Cerf et al., Internet Radio Communication System July 9, 2002, U.S. Patent 6,418,138
- Vinton Cerf et al., System for Distributed Task Execution June 3, 2003, U.S. Patent 6,574,628
- Vinton Cerf et al., Delay-Tolerant Networking Architecture (Informational Status), RFC 4838, April 2007

### 動画
- Japan Prize(日本国際賞)受賞記念講演会動画（ノーカット）
- Vint Cerf video lecture "Mobile and the Interplanetary Internet (Bundle Protocol on Earth and beyond)" at Aarhus University, Denmark
- Vint Cerf on the future of the internet
- Vinton Cerf on IPv6, video keynote for the German IPv6 summit 2008
- Vinton Cerf Headline Pacific Telecommunications Council (PTC)'s PTC'09 Conference January 2009. Video:Part 1 Part 2 Part 3
- Keynote Speaker at Internet Librarian 2009, October 2009
- Tracking the Internet into the 21st century discussion with Larry Smarr at University of California San Diego, April 2007
- Video of interview What’s Next with the Internet at Churchill Club, January 2010
- Keeping the Net Healthy discussion with Paul Mockapetris, Esther Dyson, and Bruce McConnell at The Commonwealth Club, October 2010

### ニュース記事・インタビューなど
- Vinton Cerf on the future of e-mail 2001年11月9日
- Cerf wins Turing Award 2005年2月16日
- Computing Pioneers Discuss the State of the Net 2005年8月22日、音声インタビュー
- Oral history interview with Vinton G. Cerf.  Charles Babbage Institute, University of Minnesota, Minneapolis.
- One hour radio interview about Google and the future of the internet on Entitled Opinions with Robert P. Harrison
- Father Knows Best, An in depth interview with Vint Cerf on Innovation, Part 1, July 2011
- Father Knows Best, An in depth interview with Vint Cerf on Innovation, Part 2, July 2011